# Кутузівка (Харківський район)
Кутузівка — село (з 31.07.23 згідно ЗУ) в Україні, у Вільхівській сільській громаді, Харківському районі Харківської області. Населення становить 1184 осіб.

## Географія
Село Кутузівка знаходиться на відстані 1 км від витоку річки Немишля. Примикає до села Момотове, за 1,5 км розташовані села Байрак і Прилісне. Через селище проходить автомобільна дорога Т 2104.

## Економіка
- Молочно-товарна ферма.
- Дослідне господарство «Кутузівка» Інституту тваринництва УААН.

## Історія
12 червня 2020 року, розпорядженням Кабінету Міністрів України № 725-р «Про визначення адміністративних центрів та затвердження територій територіальних громад Харківської області», увійшло до складу Вільхівської сільської громади.
19 липня 2020 року, в результаті адміністративно-територіальної реформи та ліквідації Харківського району(1923—2020), селище увійшло до складу новоутвореного Харківського району.

### Російсько-українська війна
Село Кутузівка ЗСУ звільнено від російських військ 28 квітня 2022 року.
22 червня 2023 року рішенням №230 Національної комісії зі стандартів державної мови віднесено до списку населених пунктів, які «можуть не відповідати лексичним нормам української мови», зокрема стосуватися «російської імперської чи колоніальної політики». Громаді рекомендовано обґрунтувати доцільність збереження поточної назви або запропонувати нову назву в установленому законодавством порядку.

## Населення

### Мова
Розподіл населення за рідною мовою за даними перепису 2001 року:
| Мова            | Кількість | Відсоток |
| --------------- | --------- | -------- |
| українська      | 1022      | 86.32%   |
| російська       | 155       | 13.09%   |
| білоруська      | 2         | 0.17%    |
| вірменська      | 1         | 0.08%    |
| польська        | 1         | 0.08%    |
| інші/не вказали | 3         | 0.26%    |
| Усього          | 1184      | 100%     |